# Viry (Alta Savoia)
Viry és un municipi francès situat al departament de l'Alta Savoia i a la regió d'Alvèrnia-Roine-Alps. L'any 2007 tenia 3.423 habitants.

## Demografia

### Població
El 2007 la població de fet de Viry era de 3.423 persones. Hi havia 1.344 famílies de les quals 347 eren unipersonals (160 homes vivint sols i 187 dones vivint soles), 413 parelles sense fills, 452 parelles amb fills i 132 famílies monoparentals amb fills.
La població ha evolucionat segons el següent gràfic:
Habitants censats

### Habitatges
El 2007 hi havia 1.594 habitatges, 1.381 eren l'habitatge principal de la família, 119 eren segones residències i 94 estaven desocupats. 1.154 eren cases i 437 eren apartaments. Dels 1.381 habitatges principals, 946 estaven ocupats pels seus propietaris, 404 estaven llogats i ocupats pels llogaters i 31 estaven cedits a títol gratuït; 38 tenien una cambra, 105 en tenien dues, 188 en tenien tres, 294 en tenien quatre i 756 en tenien cinc o més. 1.237 habitatges disposaven pel capbaix d'una plaça de pàrquing. A 539 habitatges hi havia un automòbil i a 791 n'hi havia dos o més.

### Piràmide de població
La piràmide de població per edats i sexe el 2009 era:
| Homes | Edats   | Dones |
| ----- | ------- | ----- |
| 0     | 95 o +  | 8     |
| 0     | 90 a 94 | 28    |
| 4     | 85 a 89 | 16    |
| 8     | 80 a 84 | 8     |
| 24    | 75 a 79 | 28    |
| 16    | 70 a 74 | 48    |
| 44    | 65 a 69 | 36    |
| 56    | 60 a 64 | 60    |
| 80    | 55 a 59 | 96    |
| 124   | 50 a 54 | 132   |
| 104   | 45 a 49 | 128   |
| 116   | 40 a 44 | 112   |
| 124   | 35 a 39 | 144   |
| 128   | 30 a 34 | 120   |
| 112   | 25 a 29 | 128   |
| 92    | 20 a 24 | 64    |
| 120   | 15 a 19 | 116   |
| 106   | 10 a 14 | 96    |
| 108   | 5 a 9   | 116   |
| 76    | 0 a 4   | 84    |

## Economia
El 2007 la població en edat de treballar era de 2.352 persones, 1.840 eren actives i 512 eren inactives. De les 1.840 persones actives 1.716 estaven ocupades (921 homes i 795 dones) i 123 estaven aturades (59 homes i 64 dones). De les 512 persones inactives 139 estaven jubilades, 194 estaven estudiant i 179 estaven classificades com a «altres inactius».

### Ingressos
El 2009 a Viry hi havia 1.283 unitats fiscals que integraven 3.183 persones, la mediana anual d'ingressos fiscals per persona era de 26.632 €.

### Activitats econòmiques
Dels 126 establiments que hi havia el 2007, 3 eren d'empreses extractives, 2 d'empreses alimentàries, 8 d'empreses de fabricació d'altres productes industrials, 20 d'empreses de construcció, 26 d'empreses de comerç i reparació d'automòbils, 7 d'empreses de transport, 12 d'empreses d'hostatgeria i restauració, 4 d'empreses d'informació i comunicació, 1 d'una empresa financera, 7 d'empreses immobiliàries, 8 d'empreses de serveis, 17 d'entitats de l'administració pública i 11 d'empreses classificades com a «altres activitats de serveis».
Dels 34 establiments de servei als particulars que hi havia el 2009, 1 era una oficina de correu, 1 una oficina bancària, 4 tallers de reparació d'automòbils i de material agrícola, 1 autoescola, 5 paletes, 1 guixaire pintor, 6 fusteries, 3 lampisteries, 1 electricista, 2 perruqueries, 5 restaurants, 2 agències immobiliàries i 2 salons de bellesa.
Dels 11 establiments comercials que hi havia el 2009, 1 era un hipermercat, 2 fleques, 1 una peixateria, 2 botigues de roba, 2 botigues d'electrodomèstics, 1 una botiga de mobles i 2 floristeries.
L'any 2000 a Viry hi havia 46 explotacions agrícoles que ocupaven un total de 1.029 hectàrees.

## Equipaments sanitaris i escolars
L'únic equipament sanitari que hi havia el 2009 era una farmàcia.
El 2009 hi havia 1 escola maternal i 2 escoles elementals.

## Poblacions més properes
El següent diagrama mostra les poblacions més properes.